# События (ТВ Центр)
«Собы́тия» — информационная программа, выходящая на телеканале «ТВ Центр» с 9 июня 1997 года. Имеет рубрику «Погода». С понедельника по четверг в ночном эфире подводятся итоги дня в программе «События: 25-й час».

## История

### 1997—1999
Программа «События» стала выходить в эфир с 9 июня 1997 года. С 9 июня 1997 по 5 сентября 1999 года передача называлась «Новости». Когда телеканал только начинал вещание, в состав информационной бригады вошёл коллектив, работавший над новостями 2х2, даже не меняя структуры.
С 1997 по 1998 год выпуски новостей на телеканале «ТВ Центр» выходили в эфир каждый час в 55 минут завершающегося часа и часто вставлялись в трансляцию художественных фильмов, разбивая их на две, а то и больше частей. Хронометраж всех выпусков составлял 5 минут, ни одного большого выпуска на телеканале не было. Репортажи корреспондентов длились ровно одну минуту, а новости сообщались в формате «headline news» — коротко обо всём, что произошло в Москве, стране и в мире за день. Имена и фамилии журналистов (реже — также операторов) показывались в начале их сюжетов в соответствующей плашке. Программу отличала рубрика «Без комментариев», в которой без пояснительной речи ведущего или корреспондента на экране показывалась картинка какого-либо примечательного события, произошедшего сегодня в мире. Несмотря на то, что к тому времени практически все российские телекомпании ушли от практики чтения текстов новостей дикторами на телеканале «ТВ Центр» новости в большинстве своём вели дикторы, прежде никогда не занимавшиеся журналистикой.
Со 2 февраля 1998 по 3 сентября 1999 года в рамках телеканала «Навигатор» утренние выпуски выходили в середине и конце каждого часа на 25-й и 55-й минуте в 5:55, 6:25, 6:55, 7:25, 7:55 и 8:25.
С осени 1998 года от пятиминутных выпусков программы было решено отказаться, поскольку, постоянно попадая в эфир между разными программами и фильмами, они не имели постоянного зрителя. Хронометраж вечерних выпусков стал составлять 30 минут, в них стали появляться развёрнутые репортажи и прямые включения с места событий. Остальные выпуски шли раз в 2 часа на 55-й минуте часа с продолжительностью от 5 до 20 минут.
С лета 1997 по 1 марта 2015 года в конце некоторых выпусков программы были новости спорта, которые представлялись своими ведущими в той же информационной студии. До 2005 года новости спорта выходили с понедельника по пятницу после вечернего выпуска передачи в 20:00, позже в 22:00 и 20:45. С 20 марта 2006 по 26 февраля 2015 года, блок в ночном выпуске передачи получил название «5 минут спорта». С этого же периода информация о спорте представлялась только в выпусках, идущих в 11:30 (с закадровым голосом комментатора) и 0:00 (с ведущим в студии).

### 1999—2000
С 6 сентября 1999 по 3 декабря 2000 года передача имела своё новое название «События». Также, в 1999—2000 годах программа часто конкурировала по рейтинговым показателям с новостными программами ОРТ, РТР и НТВ — «Новости», «Время», «Вести» и «Сегодня», рейтинг достигал 6 %. Иногда выпуск «Событий» в 20:00 опережал «Вести» РТР в 21:00. Программа стала выходить раз в полчаса в 6:00, 6:30, 7:00 (кроме Москвы и Московской области, так как там их перекрывал вступительный утренний блок программ телеканала «Московия»), 7:30 в рамках утреннего телеканала «Настроение» (такие выпуски существовали вплоть до 2015 года), затем раз в 3 часа: в 8:00, 11:00, 14:00, 17:00, 19:55—20:00, 22:00 («События одной строкой», до 2000) и 0:00 («События. 25-й час», с 2000) по будням, в 11:00, 14:00 и примерно в 23:00 по выходным. В случае проведения профилактических работ на телеканале выпуск в 17:00 был перенесён на 18:00.
В выпуске в 20:00 было от трёх до четырёх ведущих, также он содержал в себе интерактивные опросы на одну из тем выпуска с тремя вариантами ответа и телефонным голосованием. Между ведущими существовало разделение: один рассказывал о событиях в стране и мире и связывал сюжеты корреспондентов, второй был политическим комментатором, третий разговаривал с гостем в студии, а четвёртый представлял новости спорта. Сам же выпуск был разбит на несколько тематических рубрик, все из которых имели собственную заставку: «Война», «Беда», «Криминал», «Экономика», «Деньги», «В мире» и «Специальный репортаж».
12 сентября 1999 года в эфире ТВЦ появилась информационно-аналитическая программа «Неделя» с ведущим Владиславом Флярковским. 16 сентября 2000 года эфир не состоялся в связи с преждевременными закрытием и увольнением её ведущего, в сетке вещания её заменили на «Постскриптум» с Алексеем Пушковым.

### 2000—2001
В 2000 году ведущими вечернего выпуска программы стали Сергей Дадыко, перешедший с РТР, и Наталья Пастушная, перешедшая с 2х2. С 15 мая по 1 декабря 2000 года в сетке вещания ТВЦ недолго существовало разделение выпусков программы на московские и общефедеральные: «События: время московское» (выходили в 18:15 и 23:00) и «События» (все остальные). Московские специализированные выпуски вёл Андрей Леонов, который с 21 мая стал ведущим тележурнала «Московская неделя». С 4 декабря 2000 по 13 августа 2006 года все выпуски программы стали называться «События. Время московское», поскольку тогдашний президент ТВЦ Олег Попцов считал, что «зрители должны знать, что происходит в России, но рассматривать это сквозь призму московского взгляда».
С 23 июля 2001 года ночной выпуск новостей получил название «События. 25-й час» (название придумал Олег Попцов; до 20 июля 2001 года в районе 0:00—0:10 выходил обычный выпуск «События: время московское» с Константином Корольковым или Ильёй Колосовым). Данный выпуск новостей с самого начала по подаче информации отличался от похожих передач федеральных телеканалов. Первым ведущим программы был Илья Колосов. Также параллельно с ним в разное время программу вели Станислав Кучер, Самир Шахбаз, Вера Кузьмина, Анна Прохорова. С осени 2013 года программу ведёт Алексей Фролов (ранее — ведущий программ «Вести» и «Вести-Москва» на телеканале «Россия»).

### 2001—2005
С сентября 2001 года графическое оформление программы и подсветка студийных декораций стали меняться в зависимости от времени суток: утром фон студии и цвет заставки был жёлтым, днём — зелёным, вечером — синим, ночью — красным. Впоследствии такое оформление применено для всего межпрограммного пространства телеканала.
В марте 2002 года руководство ТВЦ отказалось от выпуска «Событий» в 20:00 и с 11 марта переместило его на 22:00, мотивируя это тем, что выпуск программы в старое время выхода в эфир не всегда доходил до зрителя, кроме того, за длительное время до его начала с 18:30 до 19:50, позже с 18:15 до 19:50 вещал телеканал «Московия», и часть аудитории терялась. Выпуск в 17:00 был перенесён на 18:00, незадолго до того, как в Москве и области начинал работу «Третий канал» («Московия»).
В июле 2003 года программа начала выходить из студии, расположенной на ул. Большая Татарская, д. 33, стр. 1.

### 2005—2006
С 18 января 2005 года время выхода выпусков было смещено на 45 минут позже или же 15 минут раньше прежнего: 11:45, 14:45, 17:45, 20:45 (вместо 11:00, 14:00 и 18:00), 0:20 и так далее. По вторникам вечерний выпуск смещался на 10 минут, то есть в 20:55, сразу после программы «Лицом к городу» в таймслоте 20:45.
С 13 марта 2006 года, когда информационную службу ТВЦ возглавил Михаил Пономарёв, выпуск в 20:45 был перемещён на 19:50 сразу же после окончания работы «Третьего канала» в Москве и Московской области, по будням «События: 25-й час» стал выходить в 0:05, а по вторникам выпуск в 19:50 выходил в сокращённом хронометраже (15 вместо 30 минут) в связи с трансляцией идущей далее программы «Лицом к городу» в 20:05.

### 2006—2013
С 14 августа 2006 года, после ребрендинга ТВЦ в «ТВ Центр», который перешёл на круглосуточное вещание, программа снова стала называться «События». Новостные выпуски же были перепрофилированы из московских в федеральные. Возобновлён выход новостей с шагом раз в 3 часа по аналогии с информационными выпусками новостей центральных каналов (телеканал «Первый канал», «Россия», «НТВ», «Столица» и «Мир»), выпуск в 19:50 возвращается на 20:45. С того же момента авторы и операторы перестали указываться в начале репортажей.
С 12 марта 2007 года время выпусков программы снова было изменено: с 12 марта программа стала выходить каждые 3 часа в 11:30, 14:30, 17:30, 20:30, 23:50. До 26 октября 2010 года по вторникам вечерний выпуск смещался на 20:50 и выходил в сокращённом хронометраже (15 минут вместо 30) в связи с трансляцией программы «Лицом к городу» в таймслоте 20:30. С осени 2007 по 5 сентября 2008 года в эфир также выходил большой выпуск в 8:30, закрывавший собой утренний телеканал «Настроение».
С 14 апреля 2008 года выпуск в 20:30 стали вести два человека: Татьяна Ципляева и Александр Марков (иногда его заменил Николай Петров), Татьяна Мирошникова и Юрий Богданов, парное ведение практиковалось до конца 2014 года. С этого же дня в 19:50, по окончании работы «Третьего канала» в Москве и Московской области, начал выходить короткий выпуск «Событий», в котором одной строкой представлялись темы большого вечернего выпуска. С 10 января 2012 года основной вечерний выпуск стал выходить в 19:50 вместо 20:30, а 4 февраля 2013 года он был перенесен на 22:00. В прежнем таймслоте стал выходить вечерний выпуск программы «Город новостей», просуществовавший до 2015 года.
С 11 июля по 26 августа 2011 года в период отсутствия канала «Настроение» утренние будничные выпуски выходили только в начале каждого часа в 6:00, 7:00 (кроме Москвы и Московской области, так как там их перекрывал вступительный блок программ «Третьего канала») и 8:00.
С 10 января 2012 года основной вечерний выпуск стал выходить в 19:50 вместо 20:30.

### 2013—2020
4 февраля 2013 года, когда сетка телеканала «ТВ Центр» претерпевает изменения, вечерний выпуск был перенесён на 22:00.
В середине октября 2013 года, после программы «События: 25-й час», посвящённой «бирюлёвским событиям», её ведущий Илья Колосов был отстранён от эфира и покинул «ТВ Центр», позднее перейдя на канал RTVi. Вместо него программу теперь ведёт Алексей Фролов, перешедший с телеканала «Россия-1».
Начиная с 11 марта 2014 года выпуски новостей снимаются в формате 16:9.
С 12 января 2015 года итоговые будничные выпуски в 22:00 представляет один ведущий (Алексей Галатинов и Александр Голубев) вместо двух. С 1 марта выпуски новостей спорта («События. 5 минут спорта») были закрыты в связи с расформированием спортивной редакции телеканала.
С 9 ноября 2015 года третий выпуск выходил с понедельника по четверг в 19:30/19:40 (в зависимости от сетки вещания). По пятницам в 19:40 в эфир выходила итоговая программа Анны Прохоровой «В центре событий». В сентябре 2018 года данные программы поменялись местами: «События» в 19:40 выходят все будние дни, а «В центре событий» — в 22:00 по пятницам.
С 11 октября 2017 года передача снимается в формате HDTV.
С 15 июля 2019 года третий выпуск выходит с понедельника по пятницу в 17:50 вместо 19:40.

### С 2020 года
С марта 2020 года, когда телеканал «ТВ Центр» начал вещание в HD-формате, программа сопровождается бегущей строкой белого цвета, на которую выводятся актуальные новости, полученные по каналам информагентств и других СМИ.
С января 2022 года новостные программы «События», «События. 25-й час» и «В центре событий» начали выходить в новой студии. Это позволило изменить концепцию съёмок: роботизированные камеры снимают на 360 градусов, аппаратная выведена за пределы студии. Новые экраны позволяют использовать при съёмках технологии дополненной реальности.

## Эфиры новостей
| Время (мск)                                                                                              | Описание                                                    | Ведущие                             |
| --- | ----------------------------------------------------------- | ----------------------------------- |
| 7:30 (пн-вс) 10:30 (пн-сб)                                                                               | Дневные 15-минутные выпуски (для Дальнего Востока и Сибири) | Наталья Веселова Анастасия Мацкевич |
| 11:30 (пн-вс) 14:30 (пн-сб)                                                                              | Дневные 15-минутные выпуски                                 | Юлия Анциферова Артём Парнак        |
| 17:50 (пн-пт) плавающий график (17:00—18:00) (сб-вс) 22:00 (пн-чт) плавающий график (23:00—1:30) (сб-вс) | Вечерние выпуски (10—30 минут)                              | Алексей Галатинов Александр Голубев |
| 0:00 (пн-чт)                                                                                             | Программа «События. 25-й час» (30 минут)                    | Алексей Фролов                      |
| 11:30 (пн-вс) 14:30 (пн-сб)                                                                              | Дневные 15-минутные выпуски в летнее время                  | Анастасия Мацкевич                  |
| 17:50 (пн-пт) плавающий график (17:00—18:00) (сб-вс) 22:00 (пн-чт) плавающий график (23:00—1:30) (сб-вс) | Вечерние выпуски (10—30 минут) в летнее время               | Наталья Веселова                    |

## Ведущие
- Наталья Веселова (с 2012 года) — чётная неделя
- Анастасия Мацкевич (с 2017 года) — нечётная неделя
- Юлия Анциферова (с 2009 года) — чётная неделя
- Артём Парнак (с 2015 года) — нечётная неделя, пришёл с НТВ.
- Алексей Галатинов (с 2013 года) — чётная неделя, пришёл с «Первого канала».
- Александр Голубев (с 2013 года) — нечётная неделя, пришёл с телеканала «Россия-1».
- Алексей Фролов (с 2013 года) — («События: 25-й час»), пришёл с телеканала «Россия-1».
- Анна Прохорова («В центре событий», в 2004—2006 годах — ведущая программы «События: 25-й час»)[58], пришла с ОРТ.

### Прогноз погоды
- Наталья Зотова (с 2014 года)
- Алёна Дублюк (с 2022 года)
- Анастасия Ларионова (с 2022 года)
- Юлия Вакуленко (с 2023 года)

## Корреспонденты
- Тимур Абдуллаев
- Лилия Акиньшина (Попова)
- Юлия Богоманшина
- Никита Васильев (корреспондентский пункт в Симферополь, Крым)
- Пётр Вершинин
- Екатерина Гоголева
- Дмитрий Гусев
- Илья Данильцев
- Полина Кастрицкая (Васина)
- Оксана Коваленко
- Вера Кузьмина (автор специальных репортажей «Событий»)
- Елена Макарова
- Анастасия Мартынова
- Анна Морозова (корреспондентский пункт в г. Санкт-Петербург)
- Александра Панина
- Александр Панюшкин (политический обозреватель)
- Алексей Платонов
- Александра Сергомасова
- Татьяна Сидорова
- Ольга Скрипникова (корреспондентский пункт в Приморье)
- Ольга Стрельцова
- Наталья Тарасова
- Матвей Шестаков (ныне ведущий программы «Город новостей»)
- Вера Щирова

### Комментаторы
- Кристина Гнедова (Мамиконян)
- Кирилл Парменов

## Главные редакторы (директора дирекции) информационных программ
- Сергей Курохтин (1997—1999)[59]
- Игорь Минаев (1999—2000)
- Игорь Амвросов (2000)[60]
- Борис Костенко (2000—2001)[61]
- Павел Каспаров (2001)[61]
- Александр Нехорошев (2001)[62]
- Владимир Ершов (2001—2002)[63]
- Игорь Федоренко (2002—2006)[64]
- Михаил Пономарёв (2006—2012)[65]
- Марина Корабельникова (с 2012 года)[66]

## Ведущие прошлых лет
В разное время программу вели:
- Оксана Подрига (1997—2012), перешла с 2х2[67], ведущая первого выпуска новостей, затем — вечерних,[68], сейчас работает на радио «Культура»
- Татьяна Ципляева (1997—2012), ведущая дневных, позже — вечерних выпусков, перешла на телеканал «Россия-Культура»
- Олег Ефимов (Ефимуркин) (1997—2003), перешёл с 2х2[69], в настоящее время — редактор программы
- Роман Марков (1997—1998), перешёл с 2х2
- Ирина Ануфриева (1997—2000), перешла с 2х2
- Ирина Палей (1997—1998), далее на РТР, затем снова на ТВЦ как автор и ведущая ночного телефона доверия «Синий троллейбус», позже недолго работала на «Первом канале» в похожей программе «Доброй ночи»
- Дмитрий Губерниев (1997—2000), спортивный комментатор, перешёл на ВГТРК[70], «Матч ТВ» и НТВ.
- Александр Масалов (Елагин) (1997—1999), спортивный комментатор[71], сейчас на Okko
- Анастасия Мельникова (1997—2000)[6], перешла на телеканал РТР/«Россия»[72], сейчас работает в МИА «Россия сегодня»[73]
- Елена Старостина (1998), ранее работала на дневном канале «Деловая Россия», далее — на «Московии», ОРТ, снова на ТВЦ и на НТВ)[74]
- Александр Шашков (1998)[75]
- Анна Аверина (1998—2014), ведущая дневных выпусков.
- Александр Марков (1999—2015), также работал корреспондентом, с 2011 года — ведущий вечерних, с 2013 года — утренних и дневных выпусков на «Орбиты»; перешёл на ОТР, позже вернулся на «ТВ Центр» корреспондентом программы «Постскриптум»
- Дмитрий Горин (1999—2001)[76]
- Сергей Никольский (1999—2000), спортивный комментатор. Затем перешёл на ВГТРК, работал комментатором и ведущим передач на РТР и «РТР-Спорт» («Скоростной участок»).
- Василий Кикнадзе (1999—2000)[77], был ранее ведущим новостей спорта на ОРТ, перешёл на РТР, где вёл «Вести»[78].
- Дмитрий Киселёв (1999—2000), вел вечерние выпуски и ведущий рубрики «В центре событий»[79][80], затем перешёл на ICTV, сейчас — заместитель генерального директора ВГТРК, ведущий программы «Вести недели» на телеканале «Россия-1» и генеральный директор МИА «Россия сегодня».
- Владислав Флярковский (1999—2000), ведущий информационно-аналитической программы «Неделя».
- Леонид Млечин (1999—2002), ведущий авторского комментария, до 2000 года также вёл вечерние выпуски[81][82]
- Ирина Хоточкина (2000—2010), спортивный комментатор и ведущая рубрики «5 минут спорта» в программе «25-й час», позже — ведущая утренних выпусков.
- Андрей Леонов (2000—2006), вёл «Московскую неделю»[83], а также специализированные московские выпуски программы в 2000 году[29].
- Елена Быстрова (2000—2001), позже — ведущая программы «Сегодня» на НТВ.
- Вера Фролова (2000)
- Константин Корольков (2000—2001)[84], ведущий ночных выпусков.
- Сергей Дадыко (2000—2003), ведущий вечерних выпусков, перешёл с РТР[85][86].
- Наталья Пастушная (2000—2006), ведущая вечерних выпусков, перешла с «2х2», ушла сначала на НТВ[87], затем на радио.
- Илья Колосов (2000—2013), был ведущим программы «События: 25-й час»[88][89][90] и программы «События: Семь дней недели» в середине 2000-х годов[91], ушёл сначала на RTVi[92], затем на ОНТ[93], после недолго работал в Федерации хоккея Беларуси[94] и на «Голосе Америки»[95][96].
- Владимир Осипов (2000—2006), спортивный комментатор, перешёл с РТР, сейчас работает на радио «Коммерсантъ FM».
- Николай Петров (2002—2013)[97], ведущий дневных и вечерних выпусков, перешёл на телеканал «Москва 24», потом на «Звезду»[98].
- Игорь Лычёв (2002—2009), ведущий дневных, затем утренних выпусков.
- Станислав Кучер (2002—2004)[99][100], ведущий вечерних выпусков[101], выпуска «25-й час»[102][103], ранее работал на «ТВ-6» и РТР.
- Самир Шахбаз (2003—2006), ведущий вечерних выпусков[104] и программы «25-й час», перешёл на телеканал «Вести».
- Яна Царегородцева (2003—2009), спортивный комментатор, перешла в телекомпанию «Мир».
- Игорь Каменский (2004—2007), спортивный комментатор.
- Александр Папын (2004—2008), спортивный комментатор[105].
- Вера Серебровская (2004—2005), ранее работала на 7ТВ, перешла на телеканал «Россия», затем на каналы «Россия-24» и ОТР.
- Елена Суворова (2004—2008), спортивный комментатор,
- Юрий Богданов (2005—2012), ведущий утренних, с 2008 года — вечерних выпусков, перешёл на информационный канал «Россия-24».
- Дмитрий Дерунец (2005—2012), спортивный комментатор, ведущий рубрики «5 минут спорта» в программе «События: 25-й час», затем — ведущий дневных выпусков; параллельно работал на «КХЛ-ТВ», перешёл на радио, сейчас на «Матч ТВ»
- Денис Стойков (2005—2006), спортивный комментатор, перешёл на телеканал «Спорт»[106], сейчас ведёт программу «Утро России» на телеканале «России-1».
- Татьяна Мирошникова (2006—2012)[107], ведущая дневных, позже — вечерних выпусков, затем — ведущая программы «Городское собрание».
- Алёна Горенко (Кулешова) (2006—2010), позже — ведущая утреннего канала «Настроение» («ТВ Центр»), передачи «Наша страна» («Царьград») и программы «Событие» («Спас»), сейчас ведёт программу «ОТРажение» на ОТР.
- Виктория Широкова (Тимохина) (2006—2015), ведущая рубрики «5 минут спорта» в программе «25-й час»; параллельно работала на «КХЛ-ТВ», перешла на «Дина ТВ»[108].
- Андрей Маняхин (2007—2014), ведущий рубрики «5 минут спорта» в программе «25-й час», до 2015 года также работал за кадром; перешёл на «Матч ТВ».
- Вера Ионкина (2008—2013), ведущая утренних выпусков, сейчас на телеканале ЛДПР-ТВ.
- Виктор Рядинский (2008—2015), ведущий рубрики «5 минут спорта» в программе «25-й час»; перешёл на «Матч ТВ».
- Елена Медовникова (2009—2014), ведущая дневных выпусков, позже ведущая информационных программ телекомпании «Мир», ныне ведущая новостей на ОТР.
- Алексей Логинов (2009—2013), ведущий утренних выпусков, позже — ведущий программы «Новости дня» («Звезда»), затем ушёл на телеканал Совета Федерации «Вместе-РФ».
- Наталья Гамаюнова (2010—2012), ведущая утренних выпусков, пришла с утреннего канала «Настроение».
- Андрей Романов (2010—2015), ведущий рубрики «5 минут спорта» в программе «25-й час», с августа 2015 по январь 2016 года — ведущий программы «Петровка, 38»; параллельно работал на «Eurosport», «Мир» и радио, сейчас — на «Матч ТВ»[109].
- Григорий Бутлицкий (2011—2016), ведущий утренних и дневных выпусков сначала на московский пояс, позже — на «Орбиты».
- Юлия Шарапова (2012—2016), ведущая дневных и вечерних выпусков новостей, ранее — ведущая программы «Деловая Москва», в декабре 2016 года перешла на телеканал «Матч ТВ».
- Павел Прокопенко (2014), ведущий выпусков новостей на «Орбиты», ранее и позже — корреспондент программы, перешёл на телеканал «Россия-1».
- Юлия Квин (2016—2017), ведущая утренних и дневных выпусков на «Орбиты»
- Алиса Фёдорова (2022—2025), ведущая утренних и дневных выпусков

### Прогноз погоды
С самого начала в рамках программы выходил прогноз погоды с ведущими в кадре, однако с 2006 по 2008 и с 2011 по 2013 год в конце программы информация о погоде подавалась и графически: списком, таблицей, на карте или с применением компьютерной графики. В разное время метеосводки в программе вели:
- Татьяна Антонова (1997—1999)
- Наталья Чернявская (1997—1999)
- Светлана Опарина (1999)
- Людмила Шеламова (2000—2001)
- Анна Собко (2001)
- Татьяна Юрко (2002—2006)[110]
- Антонина Казакова (2002—2006)
- Светлана Муравьёва (2008—2011)[111]
- Юлия Агафонова (2008)
- Юлия Макарова (2009—2010)
- Юлия Байдина (2009—2011)
- Татьяна Савина (2009—2011)
- Инна Исмаилова (2010—2011)
- Екатерина Малаховецкая (2014—2015)
- Татьяна Ермилова (2016—2021)
- Наталья Капусткина (2017)
- Виктория Черникова (2017)
- Мария Борисова (2018—2020)

## Корреспонденты прошлых лет
- Александр Абрамов (2003)
- Маргарита Аваньянц (2008)
- Сергей Агеев (2007—2012)
- Евгений Аксёнов (2012—2013, Уральский федеральный округ)
- Дмитрий Амелькин (1997—2006)[112]
- Светлана Андрощук (2009—2010)
- Валерий Анучин (2004)
- Александр Анучкин (1997—1998)
- Станислав Бабко (2013, Владивосток)
- Абрек Байков (2007—2008)
- Расима Байкова (2005, Абхазия)
- Светлана Бакулина (2002—2005)
- Андрей Баранов (2013—2016, Франция)
- Владислав Бармичев (2005)
- Александра Барщевская (1999)
- Тарас Белозёров (2004—2012)
- Владимир Беньяш (1997—1998)
- Елена Богданова (2008)
- Алексей Бодров (2000—2005, Ставропольский край)
- Александр Бойко (2004—2005, Приволжский федеральный округ)
- Алексей Борзенко (1999—2015)[113]
- Алексей Бродский (1998—2000)
- Тереза Вита (2010, Великобритания)
- Нина Вишнёва (2009—2013, США)
- Екатерина Выскребенцева (2011—2022, с 2016 года — Франция)
- Рамиль Гатауллин (2005—2016)
- Владимир Гладюк (2004—2015)
- Олег Глухих (2004)
- Пётр Гуленко (2000)
- Максим Гусаров (2010—2011)
- Евгений Давыдов (до 2012 г.)
- Рустем Давыдов (2000—2001)
- Вера Дашкевич (2007—2012)
- Алексей Дубнов (2005—2006)
- Сергей Еварестов (2004—2005)
- Мария Егорова (2011, Севастополь)
- Наталья Ермак (2007—2013)
- Михаил Ермаков (2010—2012)
- Олег Жуков (2002)
- Алексей Завьялов (2002—2007, Санкт-Петербург)
- Алексей Звонарёв (2007)
- Евгений Зуев (2013)
- Борис Иванин (2016—2019)
- Алёна Иваниченко (1998—2000)
- Дарья Иванова (2007—2011, Приволжский федеральный округ)
- Елена Иващенова (2002, Санкт-Петербург)
- Ксения Игнатова (2020—2022)
- Леонид Иоффе (1997—2013)[114]
- Геннадий Картелёв (2015, Дальний Восток)
- Софья Каткова (2008—2011)
- Егор Киселёв (2016—2023)
- Тамара Козырева (2004, Северная Осетия)
- Игорь Константинов (1999—2010)
- Александр Копосов (1997—2000)
- Пётр Косенко (1999—2001)
- Ирина Кост (2011—2012)
- Александр Кудакаев (1997—1998)
- Денис Кулага (2010, Краснодарский край)
- Марина Лаврентьева (до 2014 г.)
- Кирилл Леглер (2000—2010)
- Андрей Леонов (2009—2010)
- Вадим Леонов (2007—2013)
- Марат Лугуев (2009—2015, Дагестан)
- Сергей Луковников (2000)
- Пётр Любимов (2007—2008)
- Михаил Малыхин (1997—1998)
- Дмитрий Малышев (2007)
- Василий Мальцев (2012—2013)
- Александр Марков (2007—2010)
- Дмитрий Мельников (1998—2002)
- Александр Минаков (1997—2000)
- Людмила Михалёва (2004—2013)
- Вадим Муравьёв (2005)
- Владимир Мутовкин (2005—2011)
- Вера Назарова (2005)
- Александр Нескучаев (1997—2001, Прибалтика)
- Александр Огородников (2003—2019)
- Дарья Окунева (2008—2013)
- Елена Орехова (2010—2013)
- Владимир Орлов (2015—2016, Дальний Восток)
- Валентина Перекрёстова (2010)
- Глеб Платошкин (2004)
- Евгений Поддубный (2001—2011)
- Алексей Поляков (2008—2013)
- Алексей Пономарёв (2008—2012)
- Артём Потёмин (2008—2012)
- Ксения Присекина (2010—2011)
- Виктор Прокушев (2014—2022)
- Андрей Прончик (2001)
- Евгения Проскурнова (Карих) (2013—2019)
- Елена Прошина
- Анна Райва (1997—2002)
- Владимир Речменский (1997—1999)
- Оксана Руденко (2008, Амурская область)
- Павел Рязанцев (2001—2002, Госдума РФ)
- Анастасия Сайдулаева (2007, Дагестан)
- Олег Сафиулин (2006—2010)
- Леонид Сахаров (2002, Владивосток)
- Елена Сахно (2017—2023)
- Светлана Свистунова (1997—2001)
- Александра Сгибнева (2010, Санкт-Петербург)
- Юрий Селиванов (2002—2006, Украина)[115]
- Андрей Сенцов (2006—2013)
- Ольга Сёмина (2003—2010)
- Андрей Сидоренко (2014—2019)
- Маргарита Симоньян (2000)
- Николай Старобахин (2002—2013)
- Ксения Степанова (2008, Саратов)
- Юлия Стёпина (2012—2021)
- Алия Судакова (2007—2012, Израиль)
- Кристина Титова (2006—2012)
- Юрий Третьяков (2013—2014, Санкт-Петербург)
- Сослан Туаллагов (2007, Северная Осетия)
- Сергей Тугушев (2002—2003)
- Марина Туманова (2003—2010)
- Родион Тунинский (2007—2012)
- Владимир Тюлин (2000—2001)
- Оксана Файчук (2008)
- Денис Федоненков (2011—2015)[116]
- Павел Федотов (2005, Краснодарский край)
- Алиса Фёдорова (2009—2011)[117]
- Елена Хапёрская (2015—2016)
- Игорь Хрекин (1997—2006)
- Владимир Хуртин (2007—2010)
- Ярослава Цай (2006—2007, Украина)
- Александр Чиженок (2000—2013)[118]
- Георгий Чумбуридзе (2002, Грузия)
- Алексей Чупов (1997—2000)
- Саида Шагужева (до 2012 г.)
- Эльмира Шарапилова (2004)
- Владислав Шекоян (2000—2002, 2003—2012)
- Михаил Шекоян (2007—2017)
- Татьяна Шилина (1998—1999)
- Олег Шоммер (2009—2012, Франция)[119]
- Олег Шоммер-мл. (2013—2014)
- Евгений Эрлих (2001—2005)[120]
- Николай Ярст (2006—2012, Пятигорск, затем — Сочи)

### Комментаторы
- Илья Андреев (до 2016 г.)
- Денис Бородкин (1999—2000)
- Борис Бутков (до 2012 г.)
- Дмитрий Глебов (2000)
- Алексей Глухов (2006—2015, спорт)
- Александр Гудков (2000)
- Елена Гутионтова (2000)
- Анна Дундукова (2000—2001)
- Олег Ефимов (2003—2006)
- Никита Жеребцов (2006—2015, спорт)
- Владимир Кольцов (2000)
- Святослав Кудряшов (2006—2015, спорт)
- Надежда Магнитская (2000)
- Андрей Маняхин (до 2015 г., спорт)
- Ирина Мелетина (2001)
- Василий Николаев (2004)
- Павел Прокопенко (2013—2014, 2015—2022)
- Сергей Псурцев (2010—2021)
- Андрей Романов (2006—2015, спорт)
- Александр Самылин (до 2014 г.)
- Андрей Стуруа (2006—2014)
- Алексей Трипутень (до 2013 г., спорт)
- Антон Туманов (2002)
- Оксана Фомичёва (до 2023 г.)
- Сергей Харенко (до 2014 г.)
- Ольга Чернова (2000)
- Владимир Шахбаз (Нестеров) (2002—2006)
- Алексей Шерихов (2006—2015, спорт)[121]
- Роман Щерба (2006—2015, спорт)
- Игорь Янютин (1999—2005)

## Умершие
- Сергей Доренко (2013), ведущий авторского комментария «Сергей Доренко: реплика»[122][123], скончался 9 мая 2019 года[124].
- Сергей Литус (1999—2012), собственный корреспондент во Владивостоке[125], скончался 14 марта 2021 года[126].
- Михаил Зеленский (1997—1999)[127], перешёл в штат ВГТРК, скончался в ночь с 11 на 12 января 2022 года[128].
- Леонид Канфер (2000—2001), корреспондент, скончался 22 октября 2022 года[129].
- Пётр Коровяковский (2000―2013), корреспондент, ранее работал на РТР.
- Борис Максудов (2013—2018), корреспондент в Сочи, затем — в Крыму, перешёл в штат ВГТРК, скончался 23 ноября 2023 года[130].
- Евгений Ксензенко (2012—2014), корреспондент в Великобритании, скончался 17 августа 2024 года.

## Экстренное вещание
До 2001 года экстренные выпуски на ТВЦ обычно не практиковались. Зрители канала узнавали о случившихся чрезвычайных происшествиях в Москве, России и остальном мире позже, чем те, кто смотрел выпуски у других общефедеральных телевещателей. К этой категории ЧП относятся взрыв в зале с игровыми автоматами на Манежной площади в августе 1999 года, взрыв в Пушкинском переходе в августе 2000 года, теракты в США 11 сентября 2001 года. Экстренных выпусков на ТВЦ долгое время не было и в дни теракта на станции метро «Рижская» и захвата заложников в Беслане (август — сентябрь 2004 года).

### 1990-е годы
- 31 декабря 1999 года был показан выпуск программы о внезапной отставке президента Российской Федерации Бориса Ельцина. Ведущим был Василий Кикнадзе.

### 2000-е годы
- 7 октября 2001 года, в день начала войны в Афганистане, выпуски программы впервые шли в течение всего вечера в непрерывном режиме[25]. Ведущими были Илья Колосов, Алексей Пушков и Леонид Млечин[133].
- 9 июня 2002 года был показан спецвыпуск программы с последней информацией о массовых беспорядках на Манежной площади в Москве после прямой трансляции футбольного матча Япония-Россия. Ведущей была Наталья Пастушная.
- 23—26 октября 2002 года, в дни захвата заложников в театральном центре на Дубровке, экстренные выпуски программы шли до окончания вещания канала по программе практически в непрерывном режиме[134]. Главными ведущими эфира были Станислав Кучер и Леонид Млечин. В день штурма театрального центра экстренный эфир начался сразу же с момента возобновления вещания канала после ночной паузы, ведущими были Игорь Лычёв и Леонид Млечин.
- 6 февраля 2004 года в эфир выходили спецвыпуски программы с информацией о двух взрывах в московском метро. Первый выпуск по теме состоялся в 10:30[135]. Ведущей была Анна Аверина.
- 7 сентября 2004 года с 17:03 до 17:53 в эфире шёл спецвыпуск, в рамках которого демонстрировался митинг «Россия против террора!», состоявшийся на Васильевском спуске возле Кремля[136].
- 25 апреля 2007 года прошёл спецвыпуск программы, внутри которого была показана церемония прощания с Борисом Ельциным[137]. Трансляция шла без закадровых комментариев. В студию программы периодически приглашались деятели политики и культуры, хорошо знавшие Ельцина. Ведущим был Николай Петров.
- 4 июля 2007 года вечерний блок Третьего канала кончился в 19:25 в связи со спецвыпуском новостей и начавшейся у основного владельца частоты прямой трансляцией вечерней сессии выборов столицы зимних Олимпийских игр 2014 года из Гватемалы.
- 2 декабря 2007 года в день выборов депутатов Государственной думы вышли выпуски программы в 18:40, 23:55, 01:00, 02:00, 03:00.
- Во время войны в Грузии 8-13 августа 2008 года также транслировались спецвыпуски новостей.

### 2010-е годы
- 29 марта 2010 года первая информация о взрывах в московском метрополитене прозвучала в специальном выпуске, вышедшем примерно в 10:30. В последующих экстренных выпусках в 11:17 и 12:40 отображалась бегущая строка с новостями на тему теракта. Впоследствии выпуски на телеканале выходили каждый час. При этом изменений в сетку вещания внесено не было, поскольку развлекательные программы не выходили в тот день[138].
- 21 октября 2010 года был показан спецвыпуск «Событий», посвящённый избранию мэра города Москвы Сергея Собянина. В 15:55 региональные телекомпании (в частности «Третий канал» в Москве) прервали своё вещание в связи с показом в прямом эфире инаугурации нового мэра Москвы.
- 24 января 2011 года, в день теракта в аэропорту «Домодедово», был показан только один специальный выпуск новостей продолжительностью 5 минут. Ведущим был Юрий Богданов.
- 2 апреля 2012 года в 22.10 вышел специальный выпуск программы в связи с пожаром в башне «Восток» комплекса «Федерация» в деловом центре Москва Сити. Ведущим был Илья Колосов.
- 18 марта 2014 года плановый выпуск программы в 14:30 продлился около полутора часов и включал в себя прямую трансляцию внепланового обращения Президента Российской Федерации из Георгиевского зала Кремля — Крымской речи Владимира Путина[139]. Ведущим был Александр Голубев.
- 1 ноября 2015 года в 17.50 вышел специальный выпуск программы с последней информацией о авиакатастрофе российского самолёта в Египте.
- В связи с террористическими актами в Париже, произошедшими поздно вечером в пятницу 13 ноября 2015 года, на следующий день в эфир вышло два внеплановых выпуска программы с последней информацией — в 22:10 и 0:52. Оба выпуска провёл Александр Голубев.
- 18 сентября 2016 года, после окончания выборов депутатов Государственной думы, в 20:55, 22:00, 23:00 и 0:25 транслировались специальные выпуски программы, в которых сообщалось о предварительных итогах голосования. Все выпуски вёл Алексей Фролов. Также практически полностью ходу голосования был посвящён плановый выпуск в 11:30, который провела Юлия Шарапова, а также выпуск «Московской недели» в 14:30.
- 18 марта 2018 года, в течение и после окончания выборов Президента Российской Федерации, в 17:00, 18:00, 19:00, 22:00 и 0:00 транслировались специальные выпуски программы, в которых сообщалось о ходе и предварительных итогах голосования. Выпуски вели Александр Голубев (с 17:00 до 19:00 включительно) и Анна Прохорова (в 22:00 и 0:00). Также о голосовании сообщалось в плановом выпуске в 11:30, который провела Наталья Веселова, а также в программе «Московская неделя» в 14:30.

### 2020-е годы
- 10 апреля 2020 года в 19:45 вышел специальный выпуск программы, в котором мэр Москвы Сергей Собянин обратился к жителям города по поводу ситуации с распространением коронавируса в городе. Ведущим был Александр Голубев.
- 9 мая 2020 года в 9:50, 18:45 и 22:00 вышли специальные выпуски программы, посвящённые 75-летию Победы.
- 18 марта 2022 года с 15:24 до 16:31 вышел специальный выпуск программы, посвящённый восьмой годовщине аннексии Крыма Россией. В рамках его эфирного времени была проведена прямая трансляция концерта-митинга «Zа мир без нацизма! Zа Россию! Zа Президента!» на Московском стадионе «Лужники»[140]. Ведущим был Алексей Галатинов.
- 30 сентября 2022 года плановый выпуск программы в 14:30 продлился около полутора часов и включал в себя прямую трансляцию внепланового обращения Президента Российской Федерации из Георгиевского зала Кремля.
- 22 февраля 2023 года плановый выпуск программы в 14:30 продлился до 16:10 и включал в себя прямую трансляцию митинга-концерта «Своих не бросаем!» на Московском стадионе «Лужники».